# Clinton (Wisconsin)
Clinton es una villa ubicada en el condado de Rock en el estado estadounidense de Wisconsin. En el Censo de 2010 tenía una población de 2.154 habitantes y una densidad poblacional de 593,62 personas por km².

## Geografía
Clinton se encuentra ubicada en las coordenadas 42°33′26″N 88°52′5″O / 42.55722, -88.86806. Según la Oficina del Censo de los Estados Unidos, Clinton tiene una superficie total de 3.63 km², de la cual 3.63 km² corresponden a tierra firme y (0%) 0 km² es agua.

## Demografía
Según el censo de 2010, había 2.154 personas residiendo en Clinton. La densidad de población era de 593,62 hab./km². De los 2.154 habitantes, Clinton estaba compuesto por el 92.94% blancos, el 0.56% eran afroamericanos, el 0.09% eran amerindios, el 0.32% eran asiáticos, el 0% eran isleños del Pacífico, el 4.27% eran de otras razas y el 1.81% pertenecían a dos o más razas. Del total de la población el 8.03% eran hispanos o latinos de cualquier raza.